# Philippe Fabre d’Églantine
Philippe François Nazaire Fabre d’Églantine (ur. 28 lipca 1750 w Carcassonne, zm. 5 kwietnia 1794 w Paryżu) – francuski polityk czasów rewolucji francuskiej, aktor, dramatopisarz, autor nazw miesięcy i dni francuskiego kalendarza republikańskiego.

## Młodość
Urodził się w rodzinie mieszczańskiej w Carcassonne, która przeniosła się do Tuluzy. Jego właściwe nazwisko brzmiało Fabre; d’Églantine dodał sobie sam dla stworzenia pozoru szlachectwa. Niewiele wiadomo na temat jego wykształcenia. Udzielał się w życiu kulturalnym Tuluzy i był znanym na swojej prowincji aktorem. Zachęcony tym sukcesem, w 1787 r. próbował wystawić w Paryżu na poły autobiograficzną sztukę Humaniści, czyli prowincjusz w Paryżu, która jednak nie miała powodzenia. Podobnie nieudane były dalsze próby dramatyczne.

## Pierwsze lata rewolucji
Fabre d’Églantine był aktywny w pierwszej fazie rewolucji, uzyskał członkostwo obu największych paryskich klubów politycznych – jakobinów i kordelierów. Bardziej związany czuł się jednak z tym drugim stronnictwem. Przez pewien czas był osobistym sekretarzem jego lidera Dantona, nie cieszył się mimo tego specjalnym szacunkiem wśród rewolucjonistów, podejrzewających go o koniunkturalizm i niewielkie horyzonty intelektualne.

## Członek Konwentu
Poparcie Dantona miało istotne znaczenie przy wyborze Fabre’a do Konwentu. Obaj przystąpili do stronnictwa Góry. Choć Fabre był zdeklarowanym wrogiem żyrondystów i aktywnie uczestniczył w sporze z nimi, został najlepiej zapamiętany jako jeden z ekspertów ds. kulturalnych. Po zabójstwie Marata sporządził jego pompatyczny nekrolog, on też na polecenie Konwentu wymyślił nazwy miesięcy i dni do projektu francuskiego kalendarza republikańskiego (opracowanego przez Gilberta Romme’a), które zaprezentował na posiedzeniu 24 września 1793 roku. W miarę eskalacji terroru Fabre coraz bardziej oddalał się od radykalnych górali. Na przełomie lat 1793 i 1794 znalazł się wśród dantonistów, tzw. pobłażliwych i razem z nimi domagał się amnestii powszechnej i zakończenia wojny. Nie zostało do końca wyjaśnione, na ile naprawdę zależało mu na szczęściu narodu, na ile zaś pragnął oddalić od siebie podejrzenia o finansowe malwersacje (sprawa likwidacji Kompanii Indyjskiej). Razem z Dantonem, Camille Desmoulins’em i innymi kordelierami został pod koniec marca 1794 roku aresztowany z inspiracji Komitetu Bezpieczeństwa Powszechnego (szczególnie Marc Vadier domagał się połączenia sprawy Kompanii Indyjskiej z politycznym procesem Dantona) i 5 kwietnia stracony.